# 이누이트어
이누이트어 또는 이누이트어군은 북아메리카의 북극 지역에 사는 에스키모계 민족 이누이트들의 고유 언어 또는 언어군이다. 현재 알래스카 북부, 캐나다 북부, 그린란드에 걸쳐 분포한다. 유픽어, 알류트어와 먼 친연 관계로서 함께 에스키모-알류트어족이라는 분류를 이룬다.

## 현황

이누이트어 방언 분포

오늘날 이누이트 사람 중 얼마나 많은 인구가 이누이트계 언어를 구사하는지에 대해서는, 자료가 대부분 자기 보고를 토대로 한 인구조사에 근거하기 때문에 명확히 파악하기 힘드나, 대략 10만 명에 가까운 것으로 추정되고 있다. 그린란드 인구조사에서는 사용자 수를 대략 5만 명으로 추산하고 있는데, 덴마크 본토에 거주하는 7천여 명의 그린란드인도 고려하여야 한다. 2016년 캐나다 인구조사에서는 65,030명의 이누이트 중 36,545명이 이누이트어를 모어로 보고하였으며, 알래스카에서는 13,000여 명의 이누이트 중 약 7,500명이 알래스카 이누이트어를 사용하는 것으로 추정된다.

## 하위 분류
크게 알래스카의 이누피아크어, 캐나다의 이누비알룩툰어와 이누크티투트어, 그린란드의 그린란드어로 나뉘며, 이들 각각 역시 더 세부적인 방언으로 나눌 수 있다.

## 문자

## 같이 보기
- 유픽어